# Молодечно-2018
«Молоде́чно-2018» — белорусский футбольный клуб из Молодечно. Выступает в Высшей лиге. В период 1992—1999 и 2001—2003 годов клуб выступал в Высшей лиге, где лучшим достижением стало 4-е место в чемпионате-1994/95. Клуб дважды выходил в полуфинал Кубка Беларуси (1992 и 1993/94).

## Названия
- 1949 — Динамо
- 1956 — Молодечненская область
- 1957 — Молодечно
- 1959 — Молодечненская область
- 1960 — Спартак
- 1964 — Нарочь
- 1966 — Красное знамя
- 1967 — Волна
- 1970 — Спартак
- 1972 — Селена
- 1981 — Металлист
- 1983 — Труд
- 1986 — Станкостроитель
- 1988 — «Металлург»
- 1993 — ФК «Молодечно»
- 2000 — ФК «Молодечно-2000»
- 2003 — ФК «Молодечно»
- 2011 — ФК «Забудова»
- 2013 — ФСК «Молодечно-2013»
- 2015 — ФК «Молодечно-ДЮСШ-4»
- 2019 — ФК «Молодечно-2018»

## История
Команда была основана в 1949 году под названием «Динамо». В последующие годы выступала под разными названиями, в 1963 году выиграла чемпионат Белорусской ССР (под названием «Спартак»).
В 1988 году году при поддержке директора Молодечненского завода порошковой металлургии Геннадия Карпенко была создана команда (футбольный клуб) «Металлург». «Металлург» сразу вышел в сильнейший дивизион чемпионата БССР, а в 1991 стал последним победителем чемпионата и Кубка БССР, а также обладателем Кубка СССР среди КФК.
В 1992—2003 играл в высшей лиге чемпионата Беларуси (кроме 2000). В клубе начинали карьеру такие игроки, как Александр Вяжевич, братья Владимир и Михаил Маковские. В середине 2000-х из-за финансовых проблем клуб опустился во вторую лигу, где занял место в конце таблицы.
В сезонах 2009—2011 команда показывала хорошие результаты, но не смогла получить повышение. В 2012 проблемы с финансированием привели к очередному падению в нижнюю часть таблицы.
В 2011 клуб, который долгое время был известен под названием «Молодечно», стал именоваться «Забудова» — от названия спонсора. В 2013 году клуб снова сменил название — на «Молодечно-2013», за который стали играть преимущественно минские футболисты, в то же время в чемпионат области была заявлена команда «Молодечно-ДЮСШ-4» (фактически фарм-клуб «Молодечно-2013»), где играли молодые воспитанники молодечненского футбола.
В феврале 2015 года стало известно, что «Молодечно-ДЮСШ-4» будет выступать во второй лиге вместо «Молодечно-2013». Новая команда стала выступать гораздо благополучнее и сразу возглавила таблицу группы А, где в итоге победила. В финальном этапе «Молодечно-ДЮСШ-4» уступила конкурентам и не сумела выйти в первую лигу, заняв четвёртое место.
В 2019 году команда заняла 3-е место. В следующем году «Молодечно» повторил результат. В 2021 году победив в группе «Минская область», команда в 1/8 финального турнира проиграла минскому БГУ, но, тем не менее, получила место в Первой лиге на сезон 2022 года из-за отказа ряда команд
В марте 2022 сообщалось о финансовых проблемах в клубе.
В сезоне 2024 «Молодечно» победило в Первой лиги и впервые за 22 года вернулось в Высшую лигу, набрав 76 очков.

## Текущий состав
| 1  | Флаг Беларуси | Вр  | Данила Третяк       | 2004 |  |  |  |  |  |
| 12 | Флаг Беларуси | Вр  | Павел Охремчук      | 1993 |  |  |  |  |  |
| 43 | Флаг Беларуси | Вр  | Олег Дива           | 2005 |  |  |  |  |  |
|    |               |     |                     |      |  |  |  |  |  |
| 2  | Флаг Беларуси | Защ | Герман Куткович     | 2002 |  |  |  |  |  |
| 3  | Флаг Беларуси | Защ | Илья Удодов         | 2000 |  |  |  |  |  |
| 6  | Флаг Беларуси | Защ | Владислав Белашевич | 2001 |  |  |  |  |  |
| 14 | Флаг Беларуси | Защ | Илья Коваль         | 1998 |  |  |  |  |  |
| 25 | Флаг России   | Защ | Никита Лысенко      | 2001 |  |  |  |  |  |
| 27 | Флаг Беларуси | Защ | Сергей Усеня        | 1988 |  |  |  |  |  |
|    |               |     |                     |      |  |  |  |  |  |
| 4  | Флаг России   | ПЗ  | Никита Шелест       | 2003 |  |  |  |  |  |
| 11 | Флаг Беларуси | ПЗ  | Артём Власов        | 2003 |  |  |  |  |  |
| 17 | Флаг Беларуси | ПЗ  | Арсений Юшкевич     | 2007 |  |  |  |  |  |

| 19 | Флаг Беларуси | ПЗ  | Марк Тычко       | 2006 |  |  |  |  |  |
| 22 | Флаг Сербии   | ПЗ  | Лука Стеванович  | 1998 |  |  |  |  |  |
| 23 | Флаг России   | ПЗ  | Алекс Раджабов   | 2003 |  |  |  |  |  |
| 29 | Флаг Беларуси | ПЗ  | Максим Самотой   | 2001 |  |  |  |  |  |
| 37 | Флаг Беларуси | ПЗ  | Роман Давыскиба  | 2001 |  |  |  |  |  |
| 55 | Флаг Беларуси | ПЗ  | Егор Имеряков    | 2002 |  |  |  |  |  |
| 77 | Флаг Сербии   | ПЗ  | Андрей Джукич    | 2002 |  |  |  |  |  |
| 91 | Флаг Габона   | ПЗ  | Жан-Поль Мба     | 2003 |  |  |  |  |  |
|    |               |     |                  |      |  |  |  |  |  |
| 7  | Флаг России   | Нап | Тимур Галимзянов | 2003 |  |  |  |  |  |
| 10 | Флаг Беларуси | Нап | Александр Бутько | 1997 |  |  |  |  |  |
| 20 | Флаг России   | Нап | Артур Сагитов    | 2000 |  |  |  |  |  |

## Статистика выступлений
- 1992 — 9-е место (Д1), 15 очков (игры в 1 круг) — 16 команд (никто не выбывает в Д2)
- 1992/93 — 13-е место (Д1), 24 очка — 17 команд (2 выбывают)
- 1993/94 — 9-е место (Д1), 31 очко — 16 команд (1 выбывает)
- 1994/95 — 4-е место (Д1), 35 очков — 16 команд (2 выбывают)
- 1995 — 5-е место (Д1), 25 очков (в 1 круг, 3 очка за победу) — 16 команд (1 выбывает, 1 — переходные матчи)
- 1996 — 8-е место (Д1), 41 очко — 16 команд (2 выбывают)
- 1997 — 13-е место (Д1), 30 очков — 16 команд (Атака-Аура (12) и Трансмаш (14) — распущены, никто не выбыл)
- 1998 — 14-е место (Д1), 16 очков — 16 команд (1 выбыла, 1 — распущена Динамо-93)
- 1999 — 16 место (Д1), 11 очков — 16 команд (2 выбывают)
- 2000 — 1-е место (Д2), 74 очка — 16 команд (1 путёвка в Д1)
- 2001 — 10-е место (Д1), 29 очков — 14 команд (2 выбывают)
- 2002 — 13-е место (Д1), 12 очков — 14 команд (1 выбывает)
- 2003 — 16-е место (Д1), 16 очков — 16 команд (2 выбывают)
- 2004 — 13-е место (Д2), 31 очко — 16 команд (1 путёвка в Д1, 2 — выбывают в Д3)
- 2005 — отказ от участия в Д2, 12-е место (Д3), 18 очков
- 2006 — 16-е место (Д3), 20 очков
- 2007 — 14-е место (Д3), 25 очков
- 2008 — 8-е место (Д3), 43 очка
- 2009 — 3-е место (Д3), 48 очков — 14 команд (1 путёвка в Д2)
- 2010 — 4-е место (Д3), 57 очков — 18 команд (3 путёвки в Д2)
- 2011 — 4-е место (Д3), 58 очков — 16 команд (2 путёвки в Д2)
- 2012 — 15-е место (Д3), 38 очков
- 2013 — 10-е место (Д3), 22 очка
- 2014 — 8-е место в зоне Б (Д3, 12 команд), 28 очков, итог — 16 место (стыковые матчи)
- 2015 — 1-е место в зоне А (Д3, 10 команд), 42 очка, итог 4 место (в финальном турнире — 8 команд, 3 путёвки в Д2) — отказ от участия в Д2 (так как Узда — 2 место — снялась)
- 2016 — 5-е место (Д3), 43 очка — 13 команд (3 путёвки в Д2)
- 2017 — 6-е место (Д3), 45 очков — 14 команд (2 путёвки в Д2)
- 2018 — 9-е место (Д3), 31 очко — 15 команд (2 путёвки в Д2)
- 2019 — 3-е место (Д3), 67 очков — 15 команд (2 путёвки в Д2 + ещё 2 путёвки из-за недостатка команд)
- 2020 — 3-е место (Д3) в финальном этапе (2 путёвки в Д2+1 путёвка в переходные матчи), 1 место в группе А группового этапа: 48 очков — 11 команд
- 2021 — 1-е место в зоне «Север» (51 очко, 10 команд) дивизиона «Минская область», победа в стыковом матче за 1-е место, финальный турнир (Д3) — 1/8 финала
- 2024 — 1-е место (Д2), 76 очков — 18 команд (1 путёвка в Д1)

Вторая команда
В сезонах 1992/93 и 1993/94 в второй лиге (Д3, тогда называлась третья лига) играла вторая команда клуба (названия: в сезоне-1992/93 — «Электромодуль», в сезоне-1993/94 — «Молодечно-2»).

## Достижения
- Победитель Кубка Белорусской ССР (1990, 1991)
- Победитель чемпионата Белорусской ССР (1991)
- Обладатель Кубка СССР (любители) (1991)
- 4-е место в Высшей лиге чемпионата Беларуси (1994/95)
- Победитель Первой лиги чемпионата Беларуси (2000, 2024)
- Бронзовый призёр Второй лиги чемпионата Беларуси (2009, 2019)
- Полуфиналист Кубка Беларуси (1992, 1993/94)

## Главные тренеры
- Сергей Боровский (1989—1994)
- Константин Харламов (1994)
- Людас Румбутис (1994—1995)
- Игорь Белов (1996—1997)
- Леонид Кучук (1998)
- Людас Румбутис (2000 — июль 2002)
- Александр Кистень (июль — ноябрь 2002)
- Вячеслав Акшаев (2003, до мая)
- Игорь Гасюто (май — июль 2003)
- Руслан Лукин (июль 2003—2007)
- Александр Гармоза (2008—2012)
- Денис Метлицкий (2013 — апрель 2014)
- Дмитрий Гончаров (апрель 2014 — февраль 2015)
- Александр Гармоза (2015—2016)
- Сергей Дорохович (февраль-декабрь 2017)
- Алексей Вергеенко (март 2018- апрель 2020)
- Сергей Дорохович (с апреля 2020 — июль 2023)
- Александр Храпковский (и. о. июль 2023), (июль 2023 — н. в.)